# Neritina glabrata
Neritina glabrata is een slakkensoort uit de familie van de Neritidae. De wetenschappelijke naam van de soort is voor het eerst geldig gepubliceerd in 1849 door G.B. Sowerby II.